# Montabone
Montabone är en ort och kommun i provinsen Asti i regionen Piemonte i Italien. Kommunen hade 326 invånare (2018).